# Epistephium williamsii
Epistephium williamsii är en orkidéart som beskrevs av Joseph Dalton Hooker. Epistephium williamsii ingår i släktet Epistephium och familjen orkidéer. Inga underarter finns listade i Catalogue of Life.